# Abdul Hamid Karami

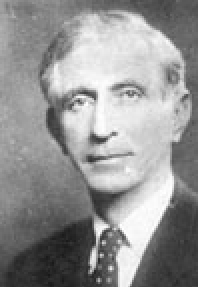
Abdul Hamid Karami

Abdul Hamid Karami (französisch Abdel Hamid Karamé; arabisch عبد الحميد كرامي, DMG ʿAbd al-Ḥamīd Karāmī, * 23. Oktober 1890; † 1950) war ein politischer und religiöser Führer. Er war 1945 Ministerpräsident des Libanon.

## Leben
Karami entstammt einer der bekanntesten Sunnitenfamilien des Libanon. Mitglieder dieser Familie hatten traditionell das Amt des Mufti von Tripoli inne. Abdul Hamid Karami wurde Mufti von Tripoli, wurde aber von den französischen Behörden abgesetzt. Er war ein Führer der libanesischen Unabhängigkeitsbewegung. Karami war Ministerpräsident und Finanzminister des Libanon vom 10. Januar 1945 bis zum 20. August 1945. Seine Söhne Rachid und Omar wurden ebenfalls Ministerpräsident des Libanon.